# 哈薩克地面部隊
哈薩克地面部隊（羅馬化：Qazaqstan Respýblıkasy Qarýly Kúshteriniń Qurlyq askerleri）是哈薩克武裝部隊的陸上軍種。它是三個軍種之一，是哈薩克軍隊中最高級別的軍種。地面部隊的主要任務包括：保持部隊準備擊退侵略、武裝捍衛哈薩克斯坦的領土完整和主權、保護國家和軍事設施、維和任務。在其職責中，它主要從事地面戰和聯合兵種作戰，包括裝甲和機械化作戰以及空降部隊和空中突擊作戰。它由一名首席軍官領導，他是地面部隊的總司令，也是總參謀部的成員。